# 三谷祭
三谷祭（みやまつり）は、毎年10月の第三土・日曜日に愛知県蒲郡市内で開催される祭り。蒲郡市無形民俗文化財に指定されている。

## 概要
元禄9年（1696年）、三谷村の庄屋であった武内佐左衛門が見た夢を神のお告げと考え、神幸の儀式を行ったことが始まりとされる。その後、次第に祭りは盛大になっていき、明治から昭和初期にかけて豪華な山車4台が建造された。祭り最大の見せ場は、三谷海岸前で約200人の男衆が山車を海の中で曳きまわす海中渡御である。

## ギャラリー

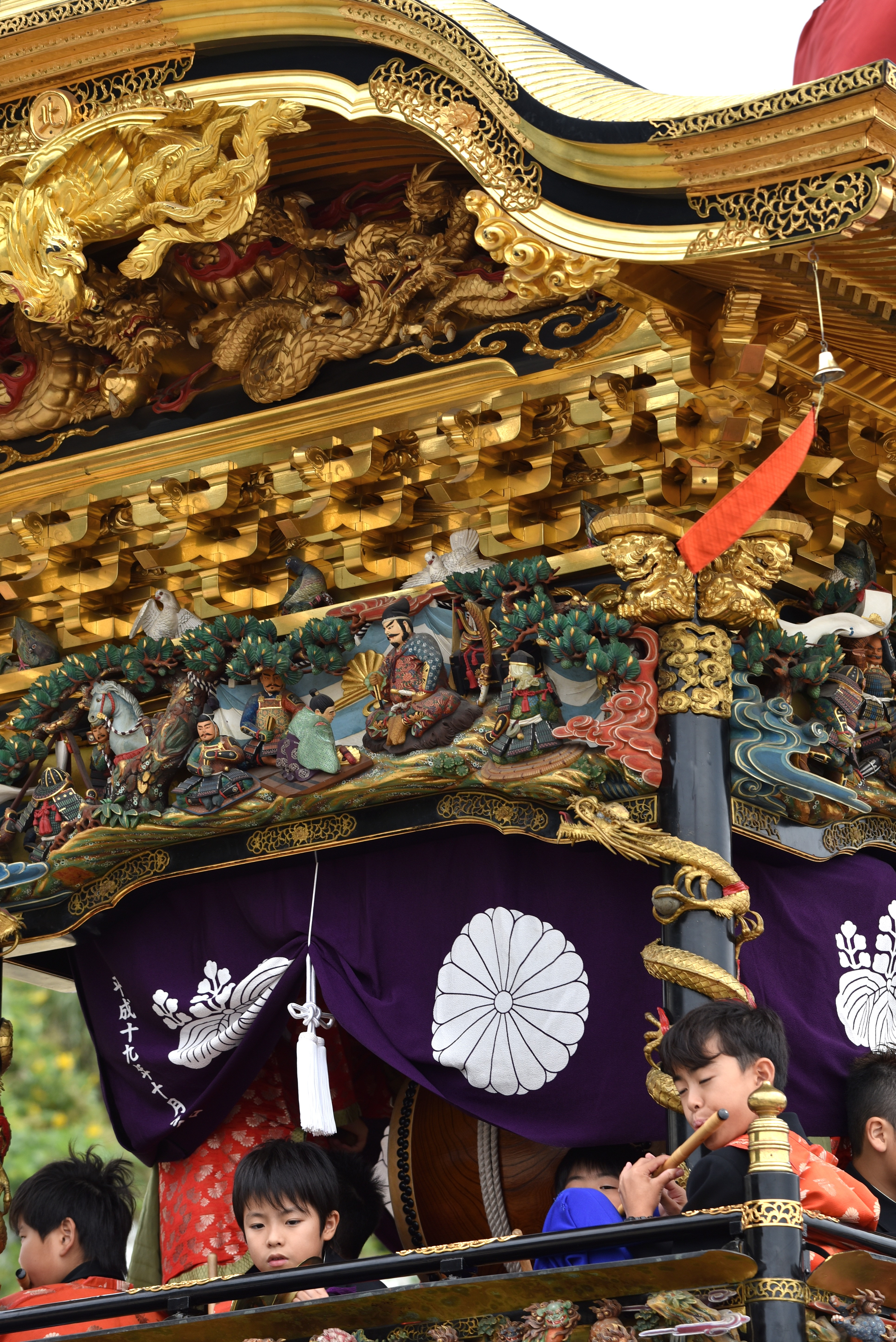
山車彫刻
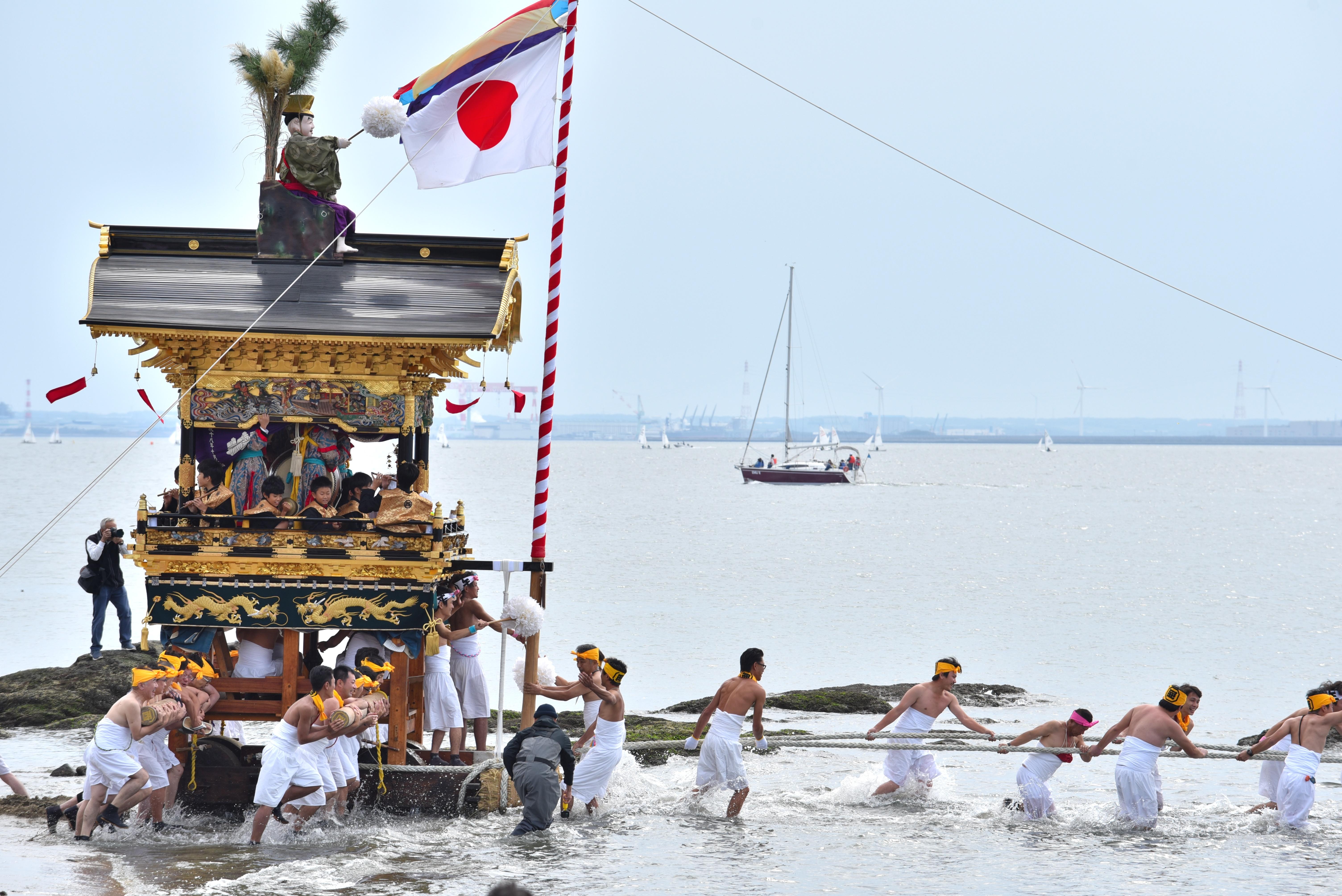
海中渡御
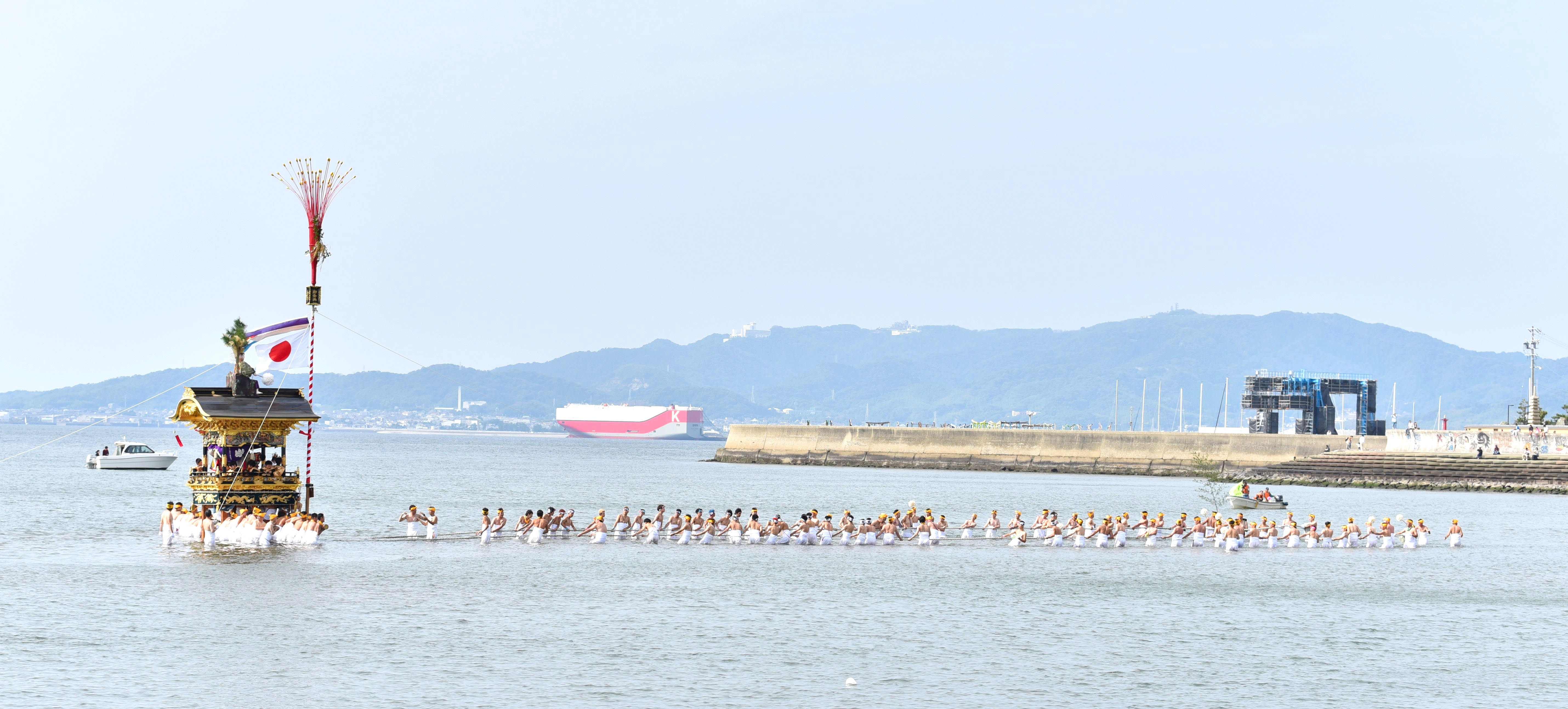
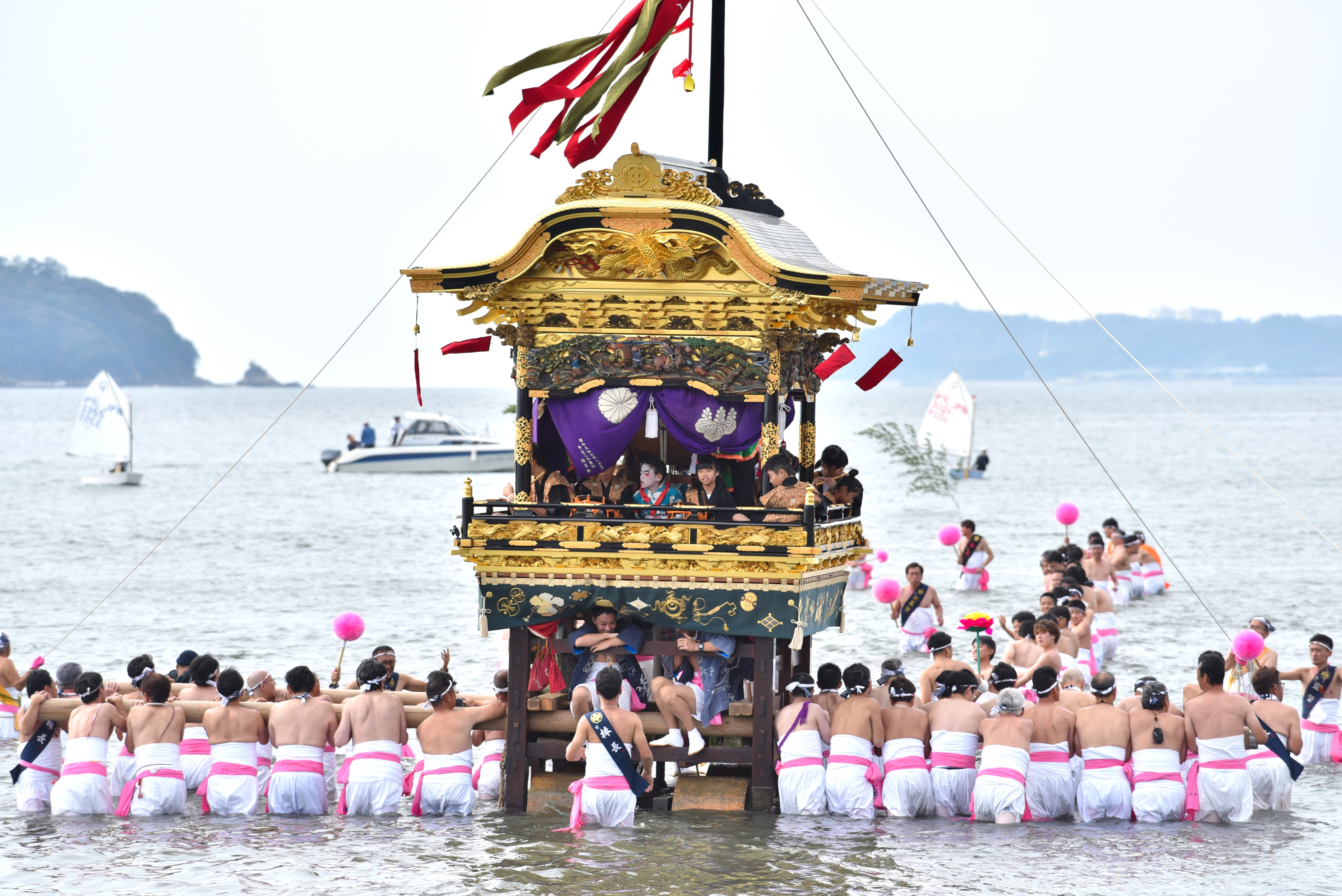
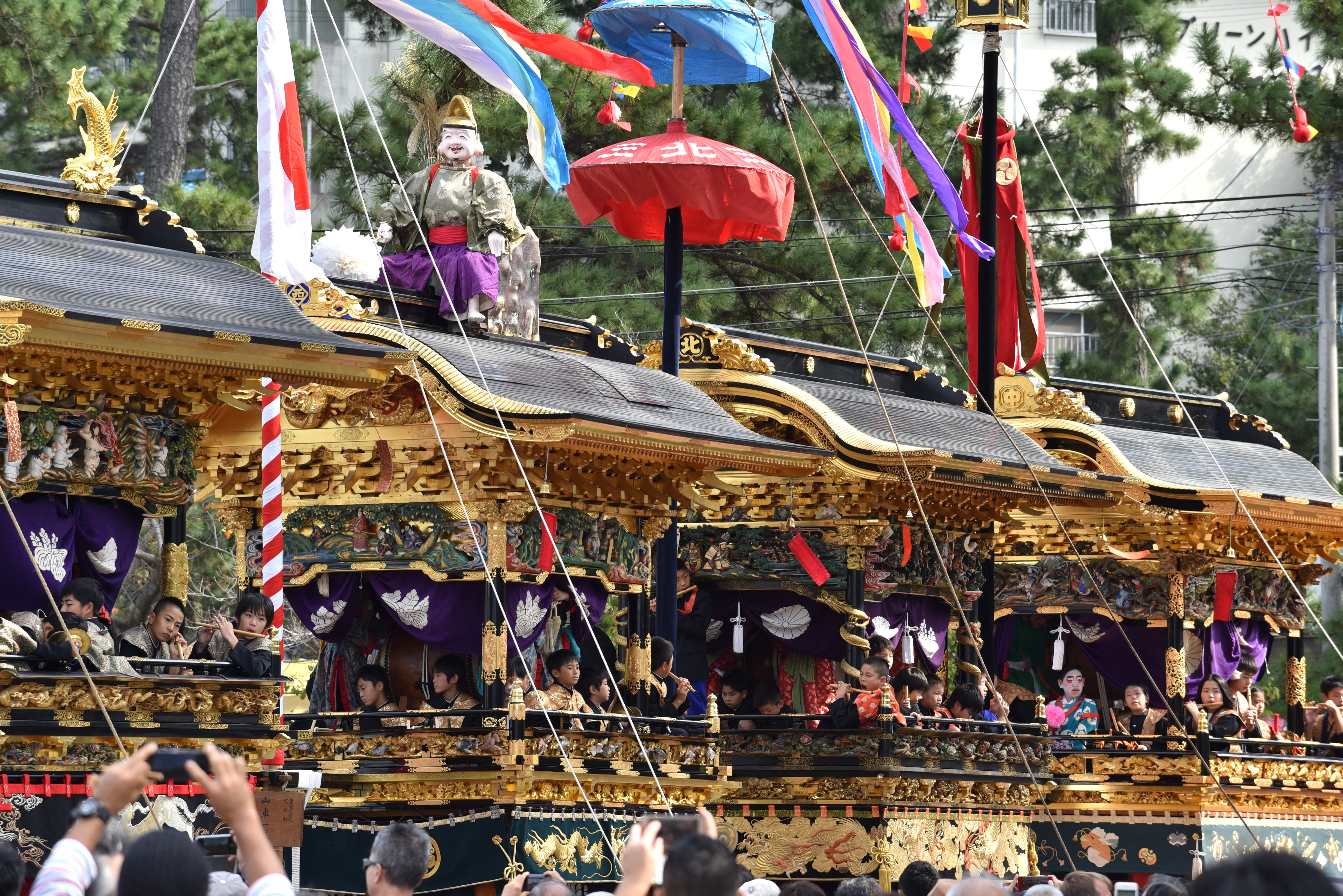
山車揃え